# Lemland
Lemland är en kommun på Åland med 2 134 invånare (2024) och en yta på 965 km², varav 852 km² är vatten. Centralort är Söderby med kommunkansli, skola och butiker.
Lemlands kommun styrs och förvaltas i enlighet med kommunallagen för landskapet Åland (1997:73). Detta är en följd av den självstyrelse som Åland har sedan början av 1920-talet och som ger landskapet egen lagstiftningsbehörighet på många områden. 

## Geografi
Lemlands kommun består av ön Lemland med omgivande vatten och skärgård. Huvudön räknas till fasta Åland och har vägförbindelse med Jomala genom bron över Lemströms kanal och med Lumparland via bron över Lumparsund. Öarna Järsö och Nåtö i Lemlands skärgård har fast vägförbindelse med Mariehamn, däremot inte direkt med Lemland. Kommunen har också vattengräns mot Föglö i Föglöfjärden samt mot Sverige i Östersjön. 
På ön Lemland ligger byarna Bengtsböle, Bistorp, Björklund, Flaka, Granboda, Haddnäs, Hellestorp, Knutsboda, Lemböte, Norrby, Prästgården, Rörstorp, Söderby, Vessingsboda och Västeränga samt det tidigare kungsgårdstorpet Herrö. I Lemlands skärgård finns byarna Järsö och Nåtö samt fyrplatsen Lågskär, lotsplatsen Rödhamn, enstaka hemmanet Stackskär och det tidigare kungsgårdstorpet Kungsholm.
Björklund är ett litet enstaka hemman vars mark i huvudsak ägs av Lemland-Lumparlands församling varför det i stort sett kan anses höra till Prestgården. Det andra enstaka hemmanet är skärgårdshemmanet Stackskär som består av flera öar i Lemlands södra skärgård. Huvudön heter Stackskär och är belägen strax nordväst om Rödhamn, men det är på holmarna Kuggholma, Rönnskär och Idskär som fast bosättning funnits – så sent som fram till 1998 då Mildred Lindqvist flyttade i land från Kuggholma. Därefter finns fast bosättning på Stackskär endast på Grillskär som tillhör Stackskär trots att det fysiskt sett idag utgör en del av Herrön.
I kommunen finns naturreservaten Bistorp Stenåkrar och Herröskatan, öarna Ledskär (med fyr) och Lilla Båtskär, ögruppen och naturhamnen Rödhamn, viken Flakaviken samt farledssundet Ledsund samt bergen Bistorpberget, Bläsan och Kasberget.

## Demografi

### Befolkningsutveckling
| Befolkningsutvecklingen i Lemlands kommun 1910–2020            | Befolkningsutvecklingen i Lemlands kommun 1910–2020 | Befolkningsutvecklingen i Lemlands kommun 1910–2020 | Befolkningsutvecklingen i Lemlands kommun 1910–2020 | Befolkningsutvecklingen i Lemlands kommun 1910–2020 |
| -------------------------------------------------------------- | --------------------------------------------------- | --------------------------------------------------- | --------------------------------------------------- | --------------------------------------------------- |
|                                                                |                                                     |                                                     |                                                     |                                                     |
| År                                                             |                                                     |                                                     | Folkmängd                                           |                                                     |
| 1910                                                           | 1910                                                |                                                     | 1 615                                               |                                                     |
| 1920                                                           | 1920                                                |                                                     | 1 460                                               |                                                     |
| 1930                                                           | 1930                                                |                                                     | 1 342                                               |                                                     |
| 1940                                                           | 1940                                                |                                                     | 1 459                                               |                                                     |
| 1950                                                           | 1950                                                |                                                     | 1 342                                               |                                                     |
| 1960                                                           | 1960                                                |                                                     | 927                                                 |                                                     |
| 1970                                                           | 1970                                                |                                                     | 691                                                 |                                                     |
| 1980                                                           | 1980                                                |                                                     | 954                                                 |                                                     |
| 1990                                                           | 1990                                                |                                                     | 1 269                                               |                                                     |
| 2000                                                           | 2000                                                |                                                     | 1 585                                               |                                                     |
| 2010                                                           | 2010                                                |                                                     | 1 814                                               |                                                     |
| 2020                                                           | 2020                                                |                                                     | 2 144                                               |                                                     |
| Anm: Uppgifterna avser förhållandena den 31 december varje år. |                                                     |                                                     |                                                     |                                                     |

## Sevärdheter
- Lemböte kapell är ett sjöfararkapell längs segelleden från Sverige till Finland. Kapellet är helgat åt Sankt Olof och uppfördes under  1200- eller 1300-talet.
- Lemströms kanal, som skiljer Jomala och Lemland åt, har alltid varit en viktig sjöfartsled.[4]
- S:ta Birgitta kyrka som uppfördes mot slutet av 1200-talet.[5]
- Lemlands prästgård byggdes år 1798. År 1808 planerades ett lönnmord på kung Gustav IV Adolf som var på besök. Gardisten Blå som skulle utföra dådet drog sig dock ur med ursäkten svår förkylning.[6]
- Skeppargården Pellas byggdes 1884 av skeppsredaren och bonden Erik Petter Eriksson som höjdpunkten på en lång och framgångsrik karriär inom sjöfart och lantbruk. Pellas står idag kvar som ett minnesmärke över bondeseglationen.[7]
- Rödhamn är en uråldrig hamnplats, på randen till Ålands hav, där människor sedan urminnes tider kunnat ta i land i en skyddad vik. Där fanns på medeltiden ett sjöfararkapell, senare anlades krog och på 1900-talet uppfördes en radiofyr.[8]
- Nyhamns fyr som ligger på Lilla Båtskär släcktes 11 juli 2007. Lilla (och Stora) Båtskärs vattenområden är sedan 2008 naturreservat den hotade fågelarten alförrädare.
- Lågskär ligger ca 15 nautiska mil söder om Mariehamn. På ön finns Lågskärs fyr som stod klar år 1920, men redan på 1600-talet fanns ett stenkummel på Lågskär för att vägleda sjöfarare.[6]

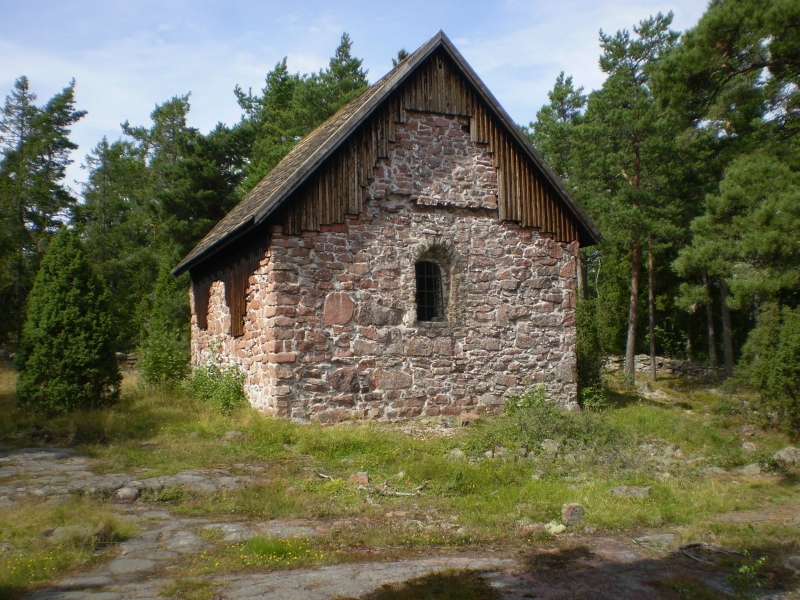
Sjöfararkapellet i Lemböte
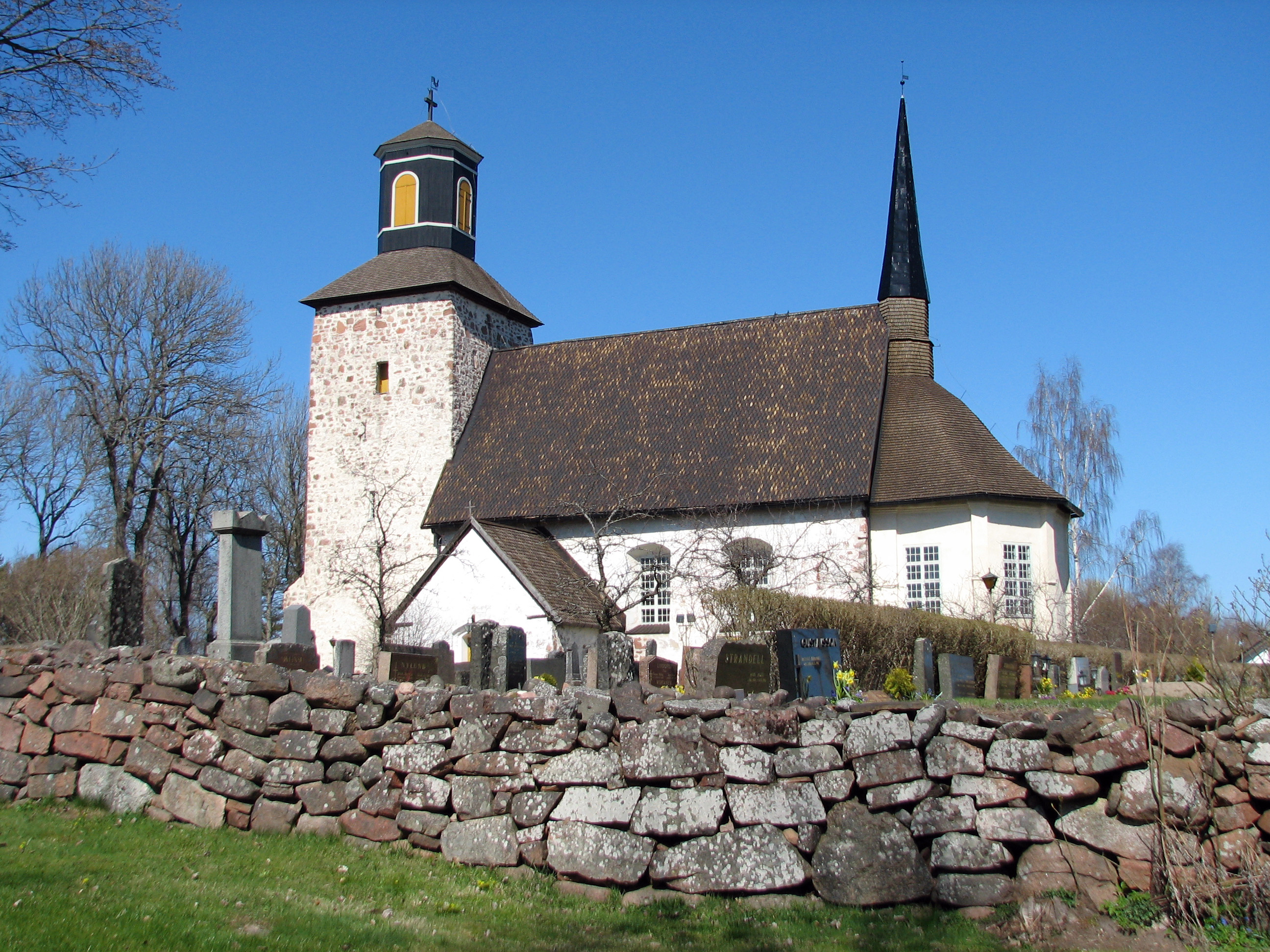
Lemlands kyrka
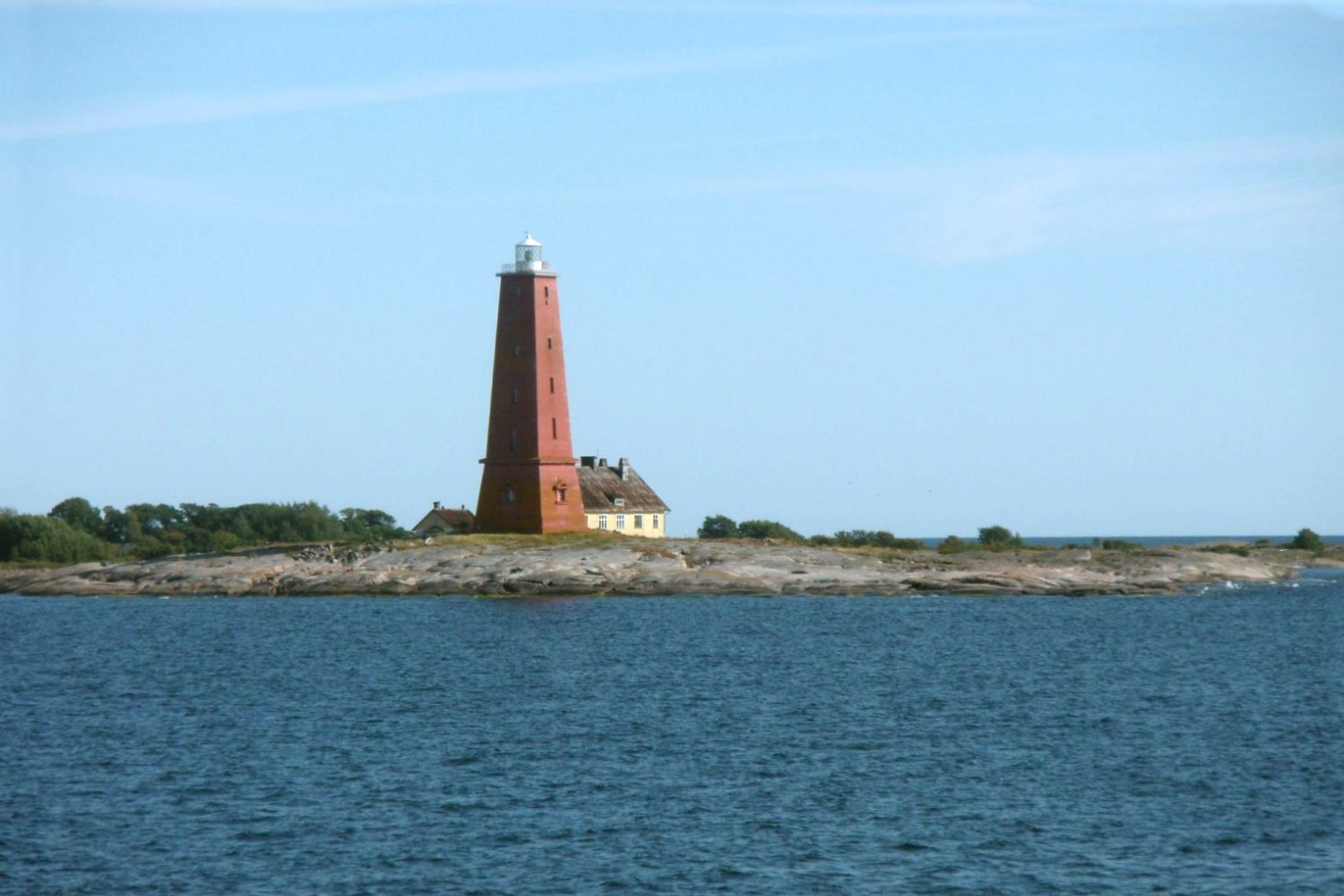
Lågskärs fyr
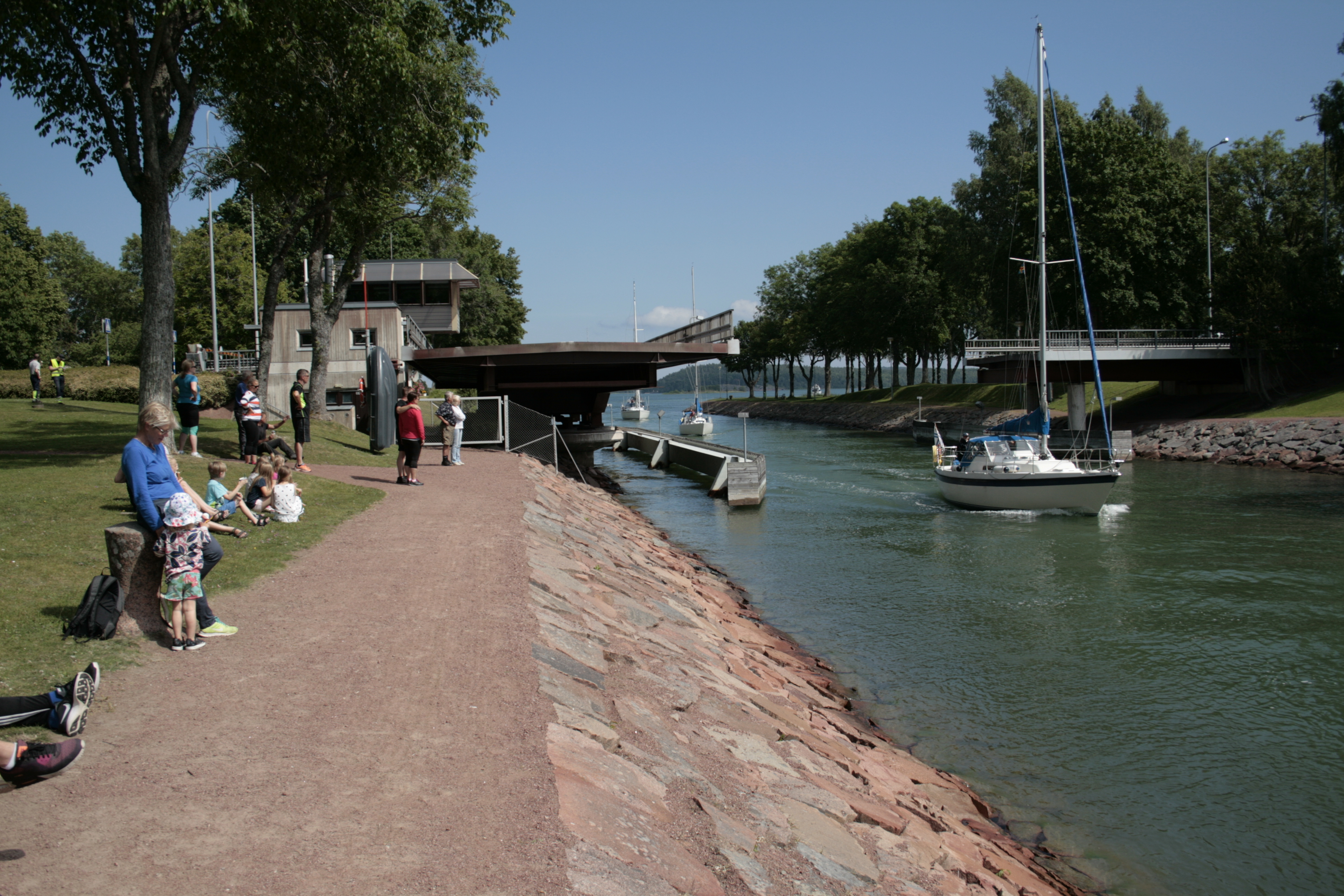
Lemströms kanal